# 淄州路
淄州路，元朝时设置的路。
中统五年（1264年）升淄州置，治所在淄川县（即今山东省淄博市淄川区）。辖境相当今山东省高青、淄博及桓台、博兴等部分地。至元二年（1265年）改名淄莱路。 